# 黑帶側帶鯡
黑帶側帶鯡為輻鰭魚綱鲱形目鲱科的其中一種，分布於中東太平洋的墨西哥索諾拉海域，棲息深度可達2公尺，體長可達9.1公分，生活習性不明。

## 擴展閱讀
維基物種上的相關：黑帶側帶鯡